# Michael Sladek
Michael Sladek, né le 1er octobre 1946 à Murrhardt et mort le 24 septembre 2024, est un médecin et écologiste allemand.
Après la catastrophe de Tchernobyl, lui et sa femme, Ursula Sladek, lancent un mouvement dans leur ville natale de Schönau im Schwarzwald pour devenir indépendant de l'énergie nucléaire ; en 1997, ils réussissent à ce que la communauté ait un fournisseur indépendant d'énergie verte, qu'ils gèrent.

## Biographie
Michael Sladekest naît à Murrhardt le 1er octobre 1946. Il étudie la médecine à l'université de Fribourg et devient médecin généraliste à Schönau en 1977,,. Avec sa femme Ursula, ancienne institutrice, il a trois enfants, dont deux naissent à Schönau,,. 
Après la catastrophe de Tchernobyl en 1986, les Sladek et un petit groupe d'autres personnes fondent le groupe « Parents for a Nuclear Free Future », afin d'étudier les moyens de limiter la dépendance de la communauté à l'égard de l'énergie nucléaire. Leur première approche consiste à économiser l'énergie et à inciter les autres à faire de même. Ils réactivent les petites centrales hydroélectriques de la région. Le couple développe l'idée d'un système électrique indépendant des centrales nucléaires, produisant de l'énergie électrique par le biais de mini-centrales distribuées à partir de sources renouvelables.
Après dix ans de campagne et de sensibilisation, ils fondent la première entreprise allemande de production d'énergie verte, Elektrizitätswerke Schönau (EWS), en 1994. Ils prennent en charge la fourniture d'électricité à la communauté en 1997,,,. Grâce à un système combinant efficacité et stratégies d'économie d'énergie, il est possible de satisfaire la consommation d'électricité de la communauté. Schönau est la première communauté d'un pays occidental à devenir indépendante du réseau électrique national et à pouvoir décider du mode de production de son électricité,. En 2015, lui et sa femme quittent la direction d'EWS, remplacés par deux de leurs fils.
Sladek devient célèbre sous le nom de « Schönauer Stromrebell » (« rebelle de l'électricité »). Le magazine allemand Capital lui décerne le WWF Umweltpreis « Öko-Manager des Jahres » en 1996. En 1999, lui et sa femme reçoivent le Nuclear-Free Future Award. En janvier 2004, les Sladek reçoivent la plus haute distinction allemande, la Croix fédérale du mérite, pour leur engagement en faveur de l'environnement.
À la suite d'une grave maladie, Michael Sladek meurt le 24 septembre 2024, une semaine avant son 78e anniversaire,,.

## Distinctions
- 1999 : Nuclear-Free Future Award, avec son épouse[4]
- 2004 : Ordre du Mérite de la République fédérale d'Allemagne, avec son épouse[8]
- 2007 : German Founder Award[11]
- 2012 : Ordre du mérite de l'État de Baden-Württemberg, avec son épouse[2],[4]